# Гайзінькалнс
Гайзінькалнс (латис. Gaiziņkalns, Gaiziņš) — найвища гора Латвії. Висота над рівнем моря: 311,6 м. Знаходиться на Відземській височині, в Мадонському районі.
На горі працюють 5 витягів (облаштовані лижні бази). 1978 року, щоб перевищити загальну висоту Суур Мунамяґі — найвищої точки в сусідній Естонії (318 м) — почали будувати 45 метрову башту з оглядовим майданчиком на самій вершині для досягнення більшої загальної висоти. Башта не була добудована і на початок 2010-х років перебувала в аварійному стані. Зрештою 14 грудня 2012 року башту було демонтовано.
В хорошу погоду з гори можна побачити вежі Цесвайнського замку, який знаходиться за 24 км від гори.

## Кліматичні особливості
В окрузі Гайзінькалнса опадів випадає більше, ніж у середньому по країні. Сніговий покрив утворюється на 10–15 днів раніше, ніж в цілому в країні. Також сніговий покрив сходить пізніше на 10–15 днів, ніж в інших районах. На Відземській височині сніговий покрив може утримуватися до 5–10 квітня. За даними енциклопедії «Радянська Латвія» на метеорологічній станції «Гурелі» зафіксовані окремі роки, коли сніг в районі Гайзінькалнса був і до середини травня.

## Цікаві факти
- На самій вершині знаходиться пам'ятний камінь, на якому написано, що: «17 серпня 1930 року найвищу вершину Латвії відвідав президент Альбертс Квіесіс».